# Pangasius kinabatanganensis
Pangasius kinabatanganensis är en fiskart som beskrevs av Roberts och Vidthayanon, 1991. Pangasius kinabatanganensis ingår i släktet Pangasius och familjen Pangasiidae. Inga underarter finns listade i Catalogue of Life.